# Palazzo Bernstorff
Palazzo Bernstorff ((DA) Bernstorff Slot) a Gentofte, in Danimarca fu costruito alla metà del XVIII secolo per il Ministro degli Esteri il conte Johann Hartwig Ernst von Bernstorff e rimase di proprietà dei suoi eredi fino al 1812. Nel 1842 venne acquistato da Cristiano VIII di Danimarca, e Cristiano IX la usò come residenza estiva.
Oggi è impiegato per la formazione degli ufficiali della Beredskabsstyrelsen (Agenzia Danese di gestione delle Emergenze), ma il giardino del palazzo è aperto al pubblico.